# Avenging Spirit
Avenging Spirit (ファンタズム?, Phantasm) è un videogioco arcade pubblicato nel 1991 da Jaleco. Convertito per Game Boy, nel 2010 è stata realizzata una versione per iOS da parte di DotEmu. Nel 2011 il titolo è stato distribuito per Nintendo 3DS tramite Virtual Console.

## Trama
Nel prologo un ragazzo viene ucciso da un'organizzazione criminale interessata alle ricerche del padre della sua fidanzata sull'energia dei fantasmi. Rinato sotto forma di spirito, il protagonista dovrà bloccare i piani dei malviventi e liberare la ragazza, tenuta in ostaggio.

## Modalità di gioco
Considerato da IGN un precursore di Ghost Trick, nel videogioco il fantasma controllato dal giocatore può impossessarsi di uno dei venti nemici presenti nel gioco, utilizzandone le armi e sfruttando le loro peculiarità. I punti ferita sono rappresentati come l'energia dello spettro che si riduce progressivamente quando il protagonista non trova rifugio all'interno di un corpo.
Avenging Spirit è composto da sei livelli in cui è presente un boss al termine di ogni quadro. Il videogioco presenta due finali alternativi.